# Memphis Zoo
De Memphis Zoo is een dierentuin in Memphis in de Amerikaanse staat Tennessee. Er verblijven zo'n 3.500 dieren van meer dan 500 verschillende diersoorten. De Memphis Zoo is een van de weinige dierentuinen in de wereld met reuzenpanda's. Ya Ya en Le Le verblijven in de zoo sinds april 2003.
De dierentuin werd in 2008 door TripAdvisor als beste zoo van de Verenigde Staten bekroond op basis van bezoekersfeedback. De stad Memphis is de formele eigenaar van de 31 ha waarop de dierentuin gebouwd is, alsook van de dieren en de uitrusting van de zoo. De Memphis Zoo is een geaccrediteerd lid van de Amerikaanse Association of Zoos and Aquariums.
De Memphis Zoo ligt in het stadspark Overton Park. Memphis Zoo is elke dag open van 9:00 a.m. tot 6:00 p.m.